# Айлано
Айлано (італ. Ailano) — муніципалітет в Італії, у регіоні Кампанія,  провінція Казерта.
Айлано розташоване на відстані близько 155 км на схід від Рима, 65 км на північ від Неаполя, 37 км на північ від Казерти.
Населення — 1378 осіб (2014).
Покровитель — San Giovanni evangelista.

## Демографія
Населення за роками:

Станом на 1 січня 2023 року в муніципалітеті офіційно проживали 24 іноземці з 7 країн, серед них 16 громадян країн Євросоюзу та 4 громадяни України.

## Сусідні муніципалітети
- Прата-Санніта
- Прателла
- Равісканіна
- Вайрано-Патенора